# Alison Tetrick
Alison Tetrick (Solvang, 4 de abril de 1985) es una ciclista profesional estadounidense. Tras destacar en 2008 en el calendario amateur estadounidense, en 2009, fichó por el equipo amateur de su país del TIBCO con el que pudo participar en algunas carreras profesionales internacionales e incluso subió al profesionalismo en 2010 -de hecho corrió el Giro de Italia Femenino 2010-. Después hizo el mismo proceso con el TWENTY, primero amateur y luego profesional hasta que a finales del 2014 estando en ese equipo, de nuevo de manera amateur, fue fichada por el Astana-BePink donde definitivamente se asentó en el profesionalismo.
Sus mejores resultados profesionales, ya que solo había logrado destacar y obtener algunas victorias en el calendario amateur estadounidense, los ha conseguido en la Chrono des Nations donde ha obtenido el segundo puesto durante tres años consecutivos (2012-2014). Además, en 2015 obtuvo sus primeras victorias profesionales -sendas etapas en el Tour Femenino de San Luis y en el BeNe Ladies Tour-, de nuevo en un equipo profesional de su país, el Optum p/b Kelly Benefit Strategies.
En 2016 fichó por el nuevo equipo estadounidense, creado ese año, del Cylance-Inspire (definitivamente llamado Cylance Pro Cycling).

## Palmarés
2015
- 1 etapa del Tour Femenino de San Luis
- 1 etapa del BeNe Ladies Tour

## Resultados en Grandes Vueltas y Campeonatos del Mundo
Durante su carrera deportiva ha conseguido los siguientes puestos en las Grandes Vueltas femeninas y en los Campeonatos del Mundo en carretera:
| Carrera         | 2010 | 2011 | 2012 | 2013 | 2014 | 2015 | 2016 | 2017 |
| --------------- | ---- | ---- | ---- | ---- | ---- | ---- | ---- | ---- |
| Giro de Italia  | 63.ª | -    | -    | -    | -    | -    | -    | -    |
| Tour de l'Aude  | -    | X    | X    | X    | X    | X    | X    | X    |
| Grande Boucle   | X    | X    | X    | X    | X    | X    | X    | X    |
| Mundial en Ruta | -    | -    | -    | -    | -    | -    | -    | -    |

-: no participa

X: ediciones no celebradas

## Equipos
- Team TIBCO (2009[7] -2010)
  - Team TIBCO (2009)
  - Team TIBCO-To The Top (2010) (amateur)
- TWENTY (2011[8] -2013)
  - Peanut Butter & Co. TWENTY12 (2010[8]-2011)
  - Exergy TWENTY12 (2012)
  - Exergy TWENTY16 (2013-2014[8])[9]
- Astana - BePink Women's Team (2014)[10]
- Optum p/b Kelly Benefit Strategies (2015)[11]
- Cylance Pro Cycling (2016-2017)